# Zbyněk Musiol
Zbyněk Musiol (* 1. července 1991 v Ostravě) je český profesionální fotbalový útočník působící v týmu FC MAS Táborsko.

## Klubová kariéra
Své první kroky měl v týmu TJ Vřesina a svoji profesionální fotbalovou kariéru začal v Baníku Ostrava, kde prošel všemi mládežnickými kategoriemi. V roce 2010 se propracoval do prvního mužstva. Po roce přestoupil do Slovanu Liberec. V průběhu podzimu 2011 odešel na hostování do Viktorie Žižkov. V sezoně 2011/12 získal s Libercem mistrovský titul. V únoru 2013 odešel hostovat do Baníku Most a v létě 2013 odešel na roční hostování do Táborsko, které bylo posléze prodlouženo. V červenci 2015 bylo hostování ukončeno. Zbynek byl na testech v týmu MFK ZEMPLIN MICHALOVCE, který se poprvé v ročníku 2015/2016 propracoval do první slovenské ligy.
Tam však neuspěl. V ročníku 2015/2016 hraje za nováčka MSFL z Ostravy – MFK VÍTKOVICE. Následující rok se vrátil na jih Čech, kde hraje nyní za FC MAS Táborsko třetí nejvyšší soutěž ČFL.